# 마리오 페라촐로
마리오 페라촐로(이탈리아어: Mario Perazzolo ˈmaːrjo peratˈtsɔːlo[*]; 1911년 6월 7일, 베네토 주 파도바 ~ 2001년 8월 3일, 베네토 주 파도바)는 이탈리아의 전 축구 선수로, 현역 시절 수비수, 미드필더, 혹은 공격수로 활약했다.

## 클럽 경력
페라촐로는 현역 시절 파도바와 피오렌티나를 거쳐 현역 시절 대부분을 보낸 제노아에 입단했다. 그는 이후 브레시아와 AS 시라쿠사에서도 활약했다. 그는 당대 정상급 선수와 마찬가지로 기술적인 능력이 출중했다. 그는 처음에 안쪽 공격수로 시작하여 파도바에서의 5년과 피오렌티나에서의 3년을 보냈다. 그는 이후 중앙 미드필더와 돌출형 수비수로 역할을 바꾸어 제노아에서 전성기를 보냈다. 그는 국가대표팀에서 메아차의 위치에서 활약했는데, 1936년 하계 올림픽을 앞두고 낙마를 했고, 이탈리아는 이 대회를 우승했다. 이후 월드컵을 앞두고 다시 중원을 맡기 시작했다. 그는 프랑스로 본선을 치르러 떠나기 직전에 주전으로 활약했지만, 포초는 결국 피에트로 세란토니를 주전으로 기용했다. 그는 이후 국가대표팀 경기에 6번 출전했다. 거의 40세가 되었을 때까지 활약하며 제노아 시절에 월드컵과 코파 이탈리아를 들어올리고 세리에 B의 시라쿠사에서 1년을 더 보내고 은퇴했다.

## 국가대표팀 경력
페라촐로는 이탈리아의 통산 2번째 월드컵을 획득한 1938년 월드컵에 참가했다. 그는 1930년대에 이탈리아 국가대표팀에서 활약하면서 1936년부터 1939년까지 8경기를 뛰었다.

## 최후
페라촐로는 2001년 8월 3일, 향년 90세로 파도바에서 영면에 들었다.

## 수상

### 클럽
제노아
- 코파 이탈리아: 1936–37

### 국가대표팀
이탈리아
- 월드컵: 1938